# Onthophagus tristis
Onthophagus tristis là một loài bọ cánh cứng trong họ Bọ hung (Scarabaeidae).